# Frustugutjärnet
Frustugutjärnet är en sjö i Munkedals kommun i Bohuslän och ingår i Örekilsälvens huvudavrinningsområde. Sjön är 5 meter djup, har en yta på 0,118 kvadratkilometer och är belägen 102,7 meter över havet.

## Delavrinningsområde
Frustugutjärnet ingår i det delavrinningsområde (651298-127195) som SMHI kallar för Utloppet av Sannesjön. Medelhöjden är 130 meter över havet och ytan är 32,75 kvadratkilometer. Det finns ett avrinningsområde uppströms, och räknas det in blir den ackumulerade arean 82,65 kvadratkilometer. Hajumsälven (Lerdalsälven) som avvattnar avrinningsområdet har biflödesordning 2, vilket innebär att vattnet flödar genom totalt 2 vattendrag innan det når havet efter 43 kilometer. Avrinningsområdet består mestadels av skog (68 procent) och jordbruk (12 procent). Avrinningsområdet har 2,62 kvadratkilometer vattenytor vilket ger det en sjöprocent på 8 procent.